# Christoph Rauch
Christoph Rauch (Baviera, segle XVII) fou un cantant alemany. Fou professor de filosofia i després ingressà com a cantant en el teatre d'Hamburg. Amb motiu dels atacs que en el seu Theatromania dirigí Reiser contra la música i l'òpera, publicà un treball titulat Theatrophania (Hannover, 1682, en la que refutà els arguments d'aquell.